# جیلز سن-هیلر
 جیلز سن-هیلر (انگلیسی: Gilles Saint-Hilaire؛ زاده ۳۰ مارس ۱۹۴۸) یک دانشمند اهل استان کبک, فرانسوی-کانادایی است. 